# Bad Grönenbach

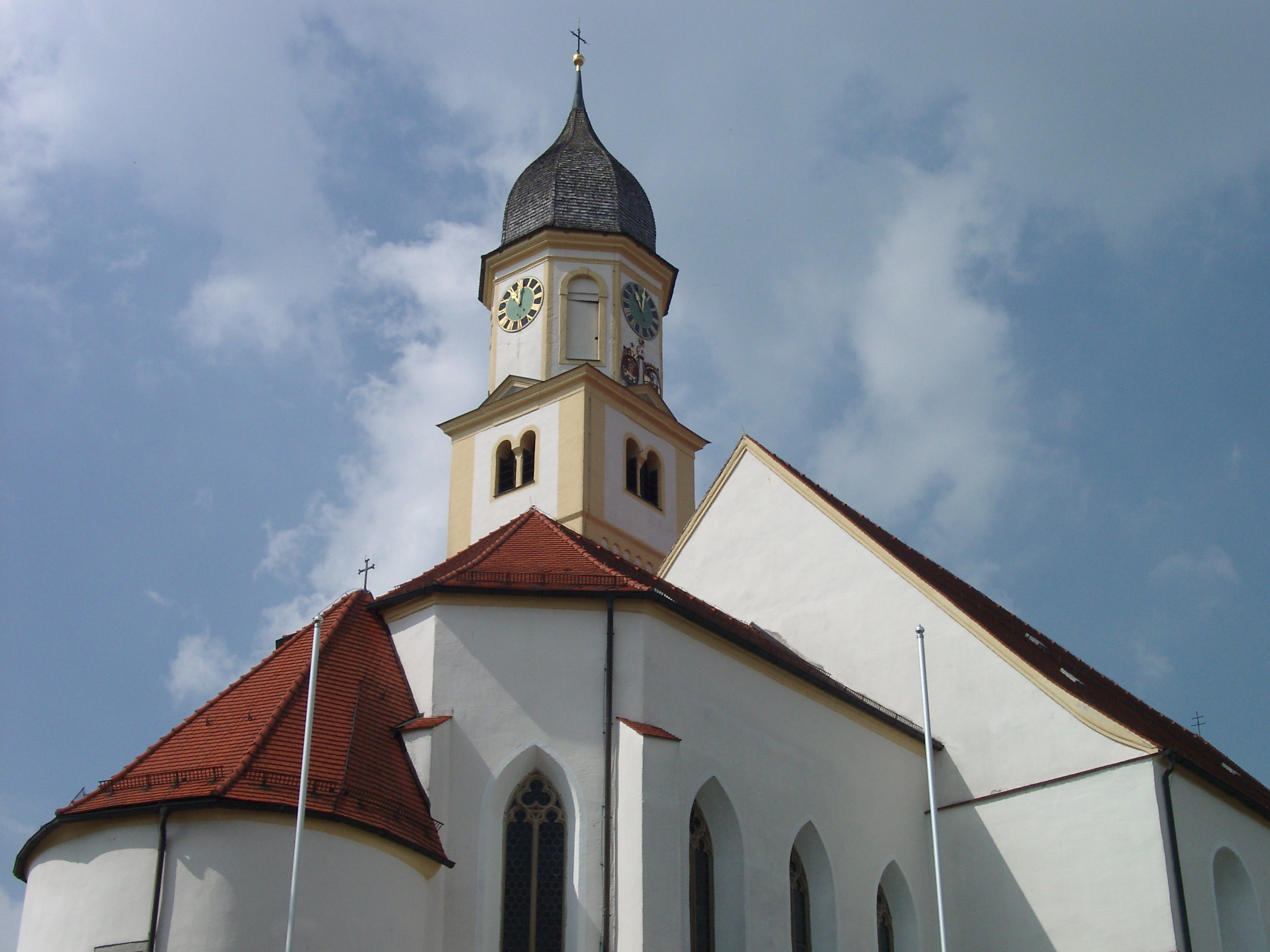
Parish church St. Philippus und Jakobus, Bad Grönenbach.

Bad Grönenbach là một đô thị ở huyện Unterallgäu bang Bayern, Đức.